# رابطة اتصالات الأعمال
رابطة اتصالات الأعمال (ABC) هي جمعية علمية خاصة بمجال اتصال الأعمال. تنص رسالة الرابطة على أن: «رابطة اتصالات الأعمال هي منظمة دولية تلتزم بتعزيز التميز في المنح الدراسية والأبحاث والتعليم والممارسات الخاصة باتصالات الأعمال». والمنظمة متعددة التخصصات، حيث يوجد بها أعضاء ينتمون إلى الحقول الأكاديمية مثل الإدارة والتسويق واللغة الإنجليزية واللغات الأجنبية والخطابة والاتصال واللغويات ونظم المعلومات. بالإضافة إلى ذلك، تضم المنظمة أكاديميين جامعيين وممارسي الأعمال ومستشاريها.

## الهيكل التنظيمي
رابطة اتصالات الأعمال هي منظمة دولية تنقسم إلى ثمانية أقسام إقليمية (أوروبا وآسيا والدول المطلة على المحيط الهادئ وجزر الكاريبي وأمريكا الوسطى وخمسة أقاليم في أمريكا الشمالية: كندا بالإضافة إلى الإقليم الشرقي في الولايات المتحدة والإقليم الأوسط الشمالي الشرقي والإقليم الجنوبي الشرقي والجنوبي الغربي)، ولكل منها مؤتمراتها الأكاديمية المستقلة الخاصة بها. وتعقد الرابطة كل عام مؤتمرًا دوليًا في شهر أكتوبر أو نوفمبر. وفي منتصف العام، يتم عقد مؤتمرين إقليميين - أحدهما في المنطقة الأوروبية والآخر في إحدى مناطق أمريكا الشمالية. وتعقد آسيا ودول المنطقة المطلة على المحيط الهادئ مؤتمرًا كل عامين.
يترأس رابطة اتصالات الأعمال مجلس إدارة ولجنة تنفيذية. يتم انتخاب مجلس الإدارة بشكل مباشر بالإضافة إلى انتخاب نائب للرئيس من كل 8 مناطق و12 مديرًا بشكل عام، حيث يتم تغييرهم بالتدريج وليس مرة واحدة. تتكون اللجنة التنفيذية من مدير تنفيذي وهو منصب دائم وأربعة موظفين في الرابطة. يؤدي أعضاء اللجنة التنفيذية مهامهم لمدة أربع سنوات في وظائف متناوبة تبدأ بمنصب النائب الثاني للرئيس في السنة الأولى ثم النائب الأول للرئيس ثم رئيس ثم رئيس سابق في السنة الأخيرة من اللجنة. تنتخب المنظمة بأكملها منصب النائب الثاني للرئيس من بين المرشحين في مجلس الإدارة.
تتولى حاليًا منصب المدير التنفيذي لرابطة اتصالات الأعمال بيتي إس جونسون (جامعة ستيفن إف أوستن). وقد تولت هذا المنصب عام 2007، خلفًا لروبرت جيه مايرز (كلية باروخ).
بين عامي 2007 - 2008 تكونت اللجنة التنفيذية من روجر كوناواي الذي تولى منصب الرئيس (جامعة تكساس في مدينة تايلر) وجيمس دوبنسكي في منصب النائب الأول للرئيس (جامعة فرجينيا للتكنولوجيا) وديبورا فالانتين في منصب النائب الثاني للرئيس (جامعة إيموري) وجاكي هاريسون في منصب الرئيس السابق جامعة أوكلاند للتكنولوجيا).

## المنشورات
تم نشر دوريتين من الدوريات العلمية التي قام المتخصصون من الأقران بمراجعتها ودورية اتصالات الأعمال (Journal of Business Communication) ومجلة اتصالات الأعمال ربع السنوية (Business Communication Quarterly) بواسطة دار ساج للنشر نيابةً عن رابطة اتصالات الأعمال.

## اللجان الدائمة واللجان المخصصة ومجموعات المصالح
تضم رابطة اتصالات الأعمال 17 لجنة دائمة وهي كالتالي:
1. رابطة تطوير الدراسات الجامعية لاتصالات الأعمال (Association to Advance Collegiate Schools of Business Liaison)
2. لجنة ممارسات الأعمال
3. لجنة كلية المجتمع
4. اللجنة المعنية بوضع إجراءات المؤتمرات
5. لجنة مبادرة التنوع (Diversity Initiative Committee)
6. اللجنة المعنية بفرص العمل
7. لجنة التواصل بين الثقافات
8. لجنة القضايا الدولية
9. لجنة الاتصالات في جمعية اللغة الحديثة
10. لجنة الترشيحات
11. مجلس إدارة الإصدارات المنشورة
12. لجنة الأبحاث
13. لجنة المراجعات الخاصة بالمدير التنفيذي (Review of the Executive Director Committee)
14. اللجنة المعنية بالمسابقات الطلابية (Student Competition Committee)
15. لجنة التدريس
16. لجنة الدراسات الجامعية
17. مجلس إدارة الويب (Web Board)
تضم رابطة اتصالات الأعمال لجانًا مخصصة للمصالح التي لا تدخل ضمن صلاحيات اللجنة الدائمة ولكنها قد تصبح كذلك في المستقبل. بدأت العديد من اللجان الدائمة كلجان مخصصة. في عام 2006، كان لدى رابطة اتصالات الأعمال أربع لجان مخصصة:
1. التسويق الخاص برابطة اتصالات الأعمال
2. أعضاء هيئة تدريس غير دائمين (Non-Tenure Track Faculty)
3. الأخلاقيات المهنية
4. الأعضاء المتقاعدون
فضلاً عن ذلك، يسعى أعضاء رابطة اتصالات الأعمال وراء تحقيق مجموعة من الأهداف المهنية من خلال مجموعات المصالح الطوعية. ويجوز للنائب الأول للرئيس أو أي عضو من أعضاء مجموعات المصالح الحالية الاجتماع بمجموعة المصالح. في عام 2006، كان لدى رابطة اتصالات الأعمال مجموعات المصالح الخمس التالية:
1. الائتلاف التجاري الخاص بماجستير إدارة الأعمال (MBA Consortium)
2. ممارسات الأعمال
3. مجموعة المصالح الخاصة بالمستشارين
4. التواصل بين الثقافات
5. مجموعة المصالح المعنية بفن البلاغة

## معلومات تاريخية
تأسست رابطة اتصالات الأعمال عام 1936، حيث بدأت بعضوية متواضعة ضمت 72 عضوًا، جميعهم من الولايات المتحدة باستثناء عضو واحد (وكان هذا الاستثناء الوحيد من كندا). سُميت المنظمة التي كان مقرها جامعة إلينوي، بعد ذلك باسم «جمعية أساتذة الجامعات من الكُتّاب في مجال الأعمال (Association of College Teachers of Business Writers)». في العام التالي عام 1937، تغير هذا الاسم إلى «الجمعية الأمريكية للكتابة في مجال الأعمال».
بحلول الستينيات، نما المجال بشكل ملحوظ وأصبح معنيًا بشكل كبير بالمجالات التي تتعدى الكتابة في مجال الأعمال (مثل العروض التقديمية الشفهية والمفاوضات والاتصالات غير الشفهية وغيرها). في عام 1967، صوت مجلس الإدارة على تغيير اسم المنظمة إلى «الجمعية الأمريكية لاتصالات الأعمال» لتعكس هذا التغيير.
وبحلول أواخر سبعينيات القرن العشرين، نمت عضوية المنظمة لتشمل عددًا أكبر من الأعضاء من خارج الأمريكتين ومع توسع محور الأبحاث بشكل كبير في مجالات التواصل بين الثقافات وممارسة اتصالات الأعمال بين الثقافات، أصبح مصطلح «الأمريكية» غير دقيق إلى حد كبير كوصف لكل من الأعضاء ومحور أبحاث المنظمة. في عام 1985، صوت مجلس الإدارة على تغيير الاسم إلى اسمها الحالي «رابطة اتصالات الأعمال».
في عام 1990، انتقل مقر رابطة اتصالات الأعمال في بادئ الأمر من إلينوي إلى جامعة شمال تكساس (من 1990 وحتى 1994) ثم إلى كلية باروخ جامعة مدينة نيويورك في مدينة نيويورك (من 1994 وحتى 2007). ويقع مقر رابطة اتصالات الأعمال حاليًا في جامعة ستيفن إف أوستن في ناكودوتشيس بولاية تكساس.

## وصلات خارجية
- Association for Business Communication
- New Zealand Business Forum Communication نسخة محفوظة 17 يوليو 2007 على موقع واي باك مشين.